# Apiomorpha helmsii
Apiomorpha helmsii är en insektsart som beskrevs av Fuller 1897. Apiomorpha helmsii ingår i släktet Apiomorpha och familjen filtsköldlöss. Inga underarter finns listade i Catalogue of Life.